# 청주 금성대군 제단
청주 금성대군 제단(淸州 錦城大君 祭壇)은 충청북도 청주시 상당구 미원면 대신리에 있는 조선시대의 제단이다. 2005년 8월 12일 충청북도의 문화재자료 제49호로 지정되었다.

## 개요
완산부부인 최씨 묘소 우측에 있다.

## 같이 보기
- 금성대군

## 참고 자료
- 청주 금성대군 제단 - 국가유산청 국가유산포털